# System of a Down

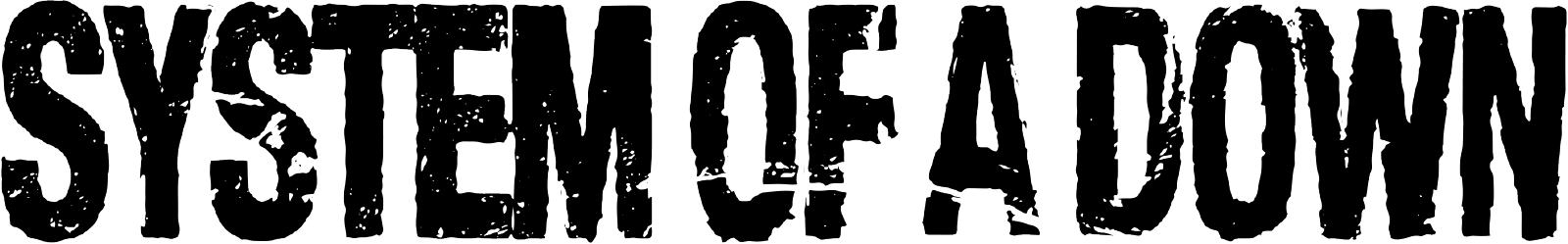
Logotyp zespołu

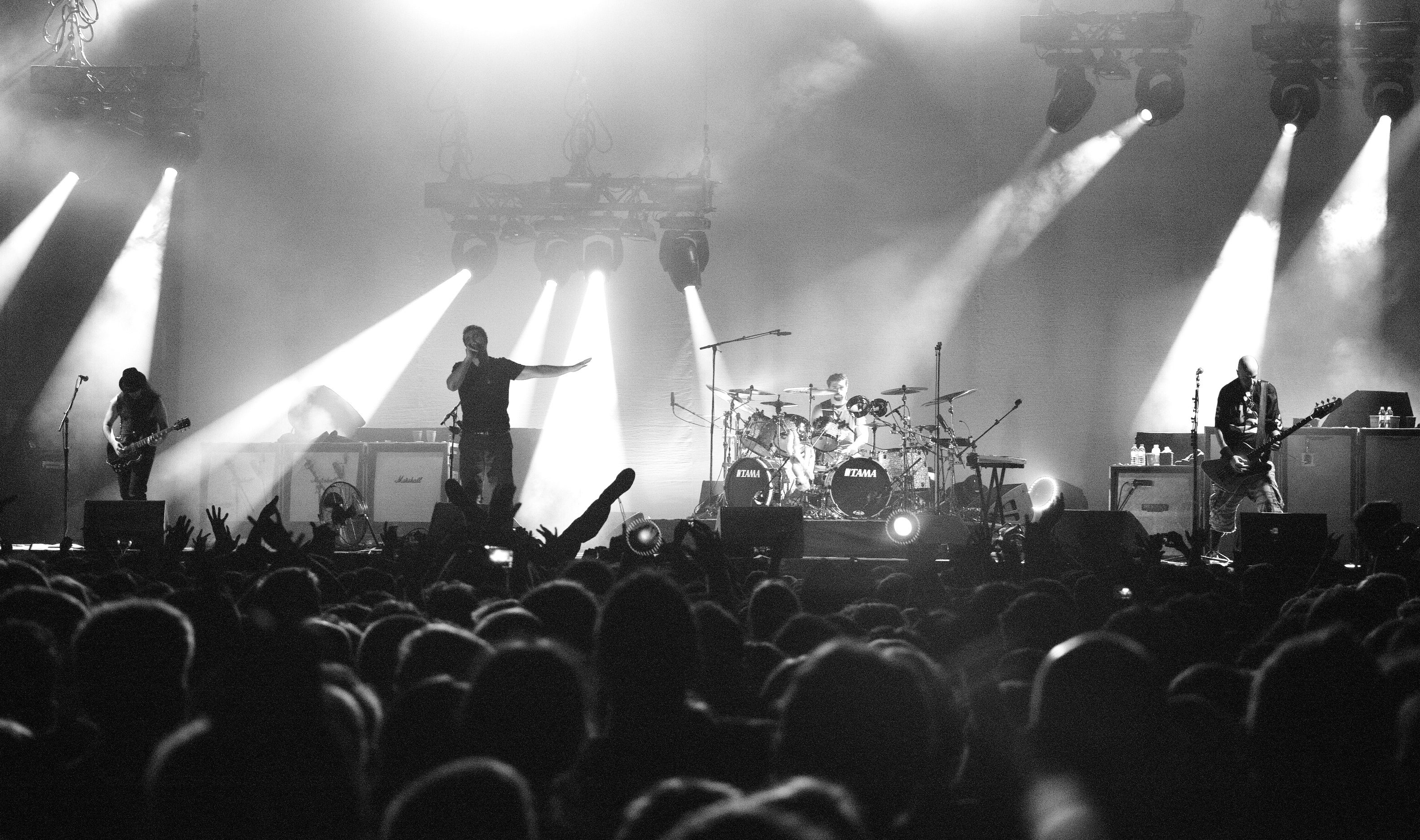
System of a Down 2013

System of a Down, często skracane do SOAD czy System – ormiańsko-amerykański zespół wykonujący szeroko pojętą muzykę rockową i metalową. Grupa została założona w 1994 roku w Glendale w stanie Kalifornia przez muzyków pochodzenia ormiańskiego. Działalność zespołu została zawieszona w 2006. W 2010 roku formacja wznowiła działalność.

## Historia
Na początku lat 90. Serj Tankian grał na keyboardzie w zespole, który dzielił salę prób z zespołem, w którym grał Daron Malakian. Obydwaj chodzili do szkoły Rose and Alex Pilibos, ale znali się tylko ze słyszenia. Szybko zauważyli, że mają ze sobą dużo wspólnego i razem założyli zespół o nazwie Soil (1992–1994), który później zmienił nazwę na System of a Down. Z biegiem czasu do zespołu doszedł Shavo Odadjian, poprzedni menadżer zespołu, oraz Ontronik Khachaturian. Po kontuzji dłoni jego miejsce zajął John Dolmayan. W 1998 zespół wydał swój debiutancki album System of a Down.
Kolejny album zespołu to Toxicity wydany w 2001. Odrzucone, niezmiksowane utwory z sesji nagraniowej zostały wykradzione ze studia i wpuszczone do sieci jako album Toxicity II. Jako odpowiedź został wydany album Steal This Album!, zawierający zmiksowane i poprawione utwory nielegalnie krążące w internecie. W 2005 został wydany album Mezmerize, a pół roku później Hypnotize. Działalność zespołu została zawieszona w 2006, ponieważ muzycy rozpoczęli pracę nad projektami solowymi. Serj Tankian wydał album Elect the Dead w 2007 roku, Daron Malakian i John Dolmayan założyli formację Scars on Broadway i 29 lipca 2008 roku wydali debiutancki album, natomiast Shavo Odadjian dołączył do grupy Achozen. W 2010 roku formacja wznowiła działalność.

## Muzycy
Obecny skład zespołu
- Serj Tankian – śpiew, instrumenty klawiszowe, gitara elektryczna oraz akustyczna (1994–2006, od 2010)
- Daron Malakian – gitara elektryczna, wokal wspierający (1994–2006, od 2010)
- Shavo Odadjian – gitara basowa, chórki (1994–2006, od 2010)
- John Dolmayan – perkusja (1997–2006, od 2010)

Byli członkowie zespołu
- Ontronik „Andy” Khachaturian – perkusja (1994–1997)

## Dyskografia
- System of a Down (30 czerwca 1998)
- Toxicity (4 września 2001)
- Steal This Album! (26 listopada 2002)
- Mezmerize (17 maja 2005)
- Hypnotize (22 listopada 2005)

## Nagrody i wyróżnienia
| Rok  | Kategoria                                                           | Tytułem          | Nagroda                 | Nota      | Źródło |
| ---- | ------------------------------------------------------------------- | ---------------- | ----------------------- | --------- | ------ |
| 2002 | Best Metal Performance                                              | „Chop Suey!”     | Grammy Awards           | Nominacja | [ 4 ]  |
| 2002 | Best Rock Video                                                     | „Chop Suey!”     | MTV Video Music Awards  | Nominacja | [ 5 ]  |
| 2002 | Favorite Alternative Artist                                         | System of a Down | American Music Award    | Nominacja | [ 6 ]  |
| 2003 | Best Hard Rock Performance                                          | „Aerials”        | Grammy Awards           | Nominacja | [ 7 ]  |
| 2003 | Best International Band                                             | System of a Down | Kerrang! Awards         | Nominacja | [ 8 ]  |
| 2005 | Favorite Alternative Artist                                         | System of a Down | American Music Awards   | Nominacja | [ 9 ]  |
| 2005 | Best Single                                                         | „B.Y.O.B”        | Kerrang! Awards         | Nominacja | [ 10 ] |
| 2005 | Best Video                                                          | „B.Y.O.B”        | Kerrang! Awards         | Nominacja | [ 10 ] |
| 2005 | Best Album                                                          | Mezmerize        | Kerrang! Awards         | Nominacja | [ 10 ] |
| 2005 | Best Live Band                                                      | System of a Down | Kerrang! Awards         | Nominacja | [ 10 ] |
| 2005 | Best Band On The Planet                                             | System of a Down | Kerrang! Awards         | Nominacja | [ 10 ] |
| 2005 | Best Alternative                                                    | System of a Down | MTV Europe Music Awards | Nominacja | [ 11 ] |
| 2006 | Best Hard Rock Performance                                          | „B.Y.O.B.”       | Grammy Awards           | Laur      | [ 12 ] |
| 2006 | Best Alternative                                                    | System of a Down | MTV Europe Music Awards | Nominacja | [ 13 ] |
| 2006 | International Rock/Alternative Male/Female Artist/Group of the Year | Mezmerize        | ECHO Awards             | Laur      | [ 14 ] |
| 2007 | Best Hard Rock Performance                                          | „Lonely Day”     | Grammy Awards           | Nominacja | [ 15 ] |

### Ścieżki dźwiękowe filmów
- Strangeland – utwór Marmalade
- Heavy Metal 2000 – utwór Storaged
- Krzyk 3 – utwór Spiders
- Blair Witch Project 2 – utwór Mind
- Dracula 2000 – utwór The Metro
- To nie jest kolejna komedia dla kretynów, czyli Not Another Teen Movie – utwór The Metro
- Król Skorpion – utwór Streamline
- Fahrenheit 9.11 – utwór Boom
- Straszny Film 4 – utwór Tentative
- Niepokój (film) – utwór Lonely Day
- Screamers

### Ścieżki dźwiękowe gier
- Tony Hawk’s Pro Skater 4 – utwór Shimmy
- Metal: Hellsinger – utwór No Tomorrow